# Jean-François Le Gall
Jean-François Le Gall (Morlaix, 15 de novembro de 1959) é um matemático francês.
Sua área de atuação é a teoria das probabilidades.
Recebeu em 1986 o Prémio Rollo Davidson, em 1997 o Prémio Loève, em 2005 o Prémio Sophie Germain e o Prémio Fermat e em 2019 o Prêmio Wolf de Matemática.